# Enrique Cabrera (artista)
Enrique Cabrera (Poza Rica de Hidalgo, 14 de julio de 1974) es un escultor, fotógrafo, músico y restaurador mexicano. Inició su carrera realizando proyectos de restauración con el Gobierno de México y creó su primera colección de esculturas, titulada Trilogía, en el año 2010. A partir de entonces, sus obras han sido exhibidas en lugares como el Museo del Louvre o el Museo Picasso de Antibes, entre otros.

## Carrera

### Primeros años e inicios
Cabrera nació en la localidad de Poza Rica de Hidalgo, Veracruz, en 1974. Criado en el seno de una familia vinculada a las artes, en su adolescencia empezó a interesarse por la música y aprendió la ejecución de instrumentos como la guitarra, el bajo, el piano y la batería. A comienzos de la década de 1990 se involucró en el mundo de la escultura, utilizando principalmente el metal como material.
Se vinculó profesionalmente como restaurador con la cadena mexicana de tiendas departamentales Sanborns, y en el año 2008 creó su primera escultura de cráneo, técnica que se convertiría en una de sus principales características durante su carrera.

### Trabajo con el Gobierno de México yPalmarius
Luego de su experiencia con Sanborns, se vinculó con el Gobierno de México como restaurador de piezas históricas de escultura en el marco de la Ruta Bicentenario en el año 2010. Por esa misma época, colaboró con proyectos internacionales de restauración, de la mano del Centro Nacional de Investigación de las Artes Plásticas y del Instituto Nacional de Bellas Artes y Literatura. También participó en el proyecto Pueblos Mágicos, realizando trabajos de fotografía para impulsar el turismo en México.
En 2010 creó Trilogía, su primera colección de esculturas en oro, plata y cobre, con motivos relacionados con la cultura mexicana. Tras crear las colecciones de escultura Skull Miami Colors, Virgen de Guadalupe y San Miguel Arcángel, desarrolló en 2014 un proyecto de titulado Palmarius, conformado por esculturas de cráneos de diversos tamaños. La más grande de ellas, diseñada con aleación de bronce de más de media tonelada de peso y de dos metros de altura, fue exhibida en diversos países.
A mediados de 2019 anunció que se encontraba realizando siete esculturas de calaveras, las cuales serían ubicadas en siete ciudades diferentes: Ciudad de México, Miami, Barcelona, Dubái, París, Milán y Nueva York. En octubre del mismo año representó a su país en el  evento Art Shopping Paris, celebrado en el Carrousel du Louvre.
En 2020 colaboró con el artista Domingo Zapata en una nueva colección titulada Palmarius Colors, la cual constaba de cuatro pinturas en técnica mixta, basadas en su proyecto Palmarius.

### Naia
Inspirado en Naia, el esqueleto femenino más longevo de América encontrado en Tulum, desarrolló a comienzos de la década de 2020 una nueva colección de esculturas, conformada por siete piezas, las cuales fueron ubicadas en diferentes ciudades. En enero de 2021 anunció la donación de una estas esculturas para ser ubicada en su natal Poza Rica de Hidalgo.

### El Toro de OroyEl Toro Platino
El 5 de mayo de 2022, el hotel Gansevoort Meatpacking de Nueva York dio a conocer El Toro de Oro, una escultura de gran tamaño creada por Cabrera a partir de lingotes de oro. Se trata de la octava pieza de la colección El Toro de Oro, e hizo parte de la celebración de la herencia mexicana con el apoyo del Consulado de México y del Meatpacking Business Improvement District. Fue además uno de los eventos principales durante la celebración de la semana del arte de Nueva York.
El Toro Platino apareció en Southampton, Nueva York, en la Feria de Bellas Artes de Hamptons. Es la escultura monumental más grande que se haya presentado en la historia de esta feria de arte. 

### Trilogía
Trilogía es la fusión y presentación de una serie de esculturas con rasgos muy mexicanos realizadas en oro, plata y cobre. Es una edición que nació en 2010, por lo que incluso la fecha de creación es muy significativa y querida para los mexicanos (inicio de la independencia). 

### Palmarius ColorsySkull Miami Colors
Palmarius Colors es una serie limitada en colaboración con el artista español Domingo Zapata, formada por cuatro piezas únicas realizadas en técnica mixta con marco de madera en pan de oro. Fue realizada en 2020. Las cuatro pinturas han estado expuestas en diferentes países y en la actualidad se encuentran en uno de los estudios de Cabrera.
Skull Miami Colors es una serie que se caracteriza por su cantidad de colores. El color es uno de los detalles que hace que las palmeras sean tan características en Miami. Hoy en día estas esculturas se exponen en diferentes galerías alrededor del mundo.

### Cavallo Veloce
«Caballo veloz» en italiano, este proyecto nace de la inspiración e influencia del maestro Pablo Picasso. Esta escultura ha recorrido el mundo en diferentes ferias y exposiciones y es una de las piezas preferidas por sus coleccionistas.

### La Gran Manzana
La Gran Manzana es la primera y la más grande escultura jamás instalada en Nueva York. Está situada en el corazón de la ciudad, en el icónico 1251 Avenue de Americas, justo en frente del Rockefeller Center, el Radio City Hall, The NBS News Studios y Christie's. Este proyecto lanzará una serie limitada de 7,777 esculturas de La Gran Manzana.

## Colecciones
- Trilogía
- Skull Miami Colors
- Virgen de Guadalupe
- San Miguel Arcángel
- Palmarius
- Palmarius Colors
- Caballo Veloce
- Naia
- El Toro de Oro